# Schizodon altoparanae
Schizodon altoparanae är en fiskart som beskrevs av Julio C. Garavello och Britski, 1990. Schizodon altoparanae ingår i släktet Schizodon och familjen Anostomidae. Inga underarter finns listade i Catalogue of Life.